# Церква святих апостолів Петра і Павла (Уклин)
Церква святих апостолів Петра і Павла — дерев'яна церква, пам'ятка архітектури місцевого значення в селі Уклин Свалявського району Закарпатської області. Перебуває у задовільному стані.

## Розташовуння
Церква знаходиться у центральній частині села. 

## Історія
Точна дата побудови церкви невідома. Дослідники вважають, що виникнення пам'ятки архітектури датується кінцем XVIII століття — початком XIX століття. 

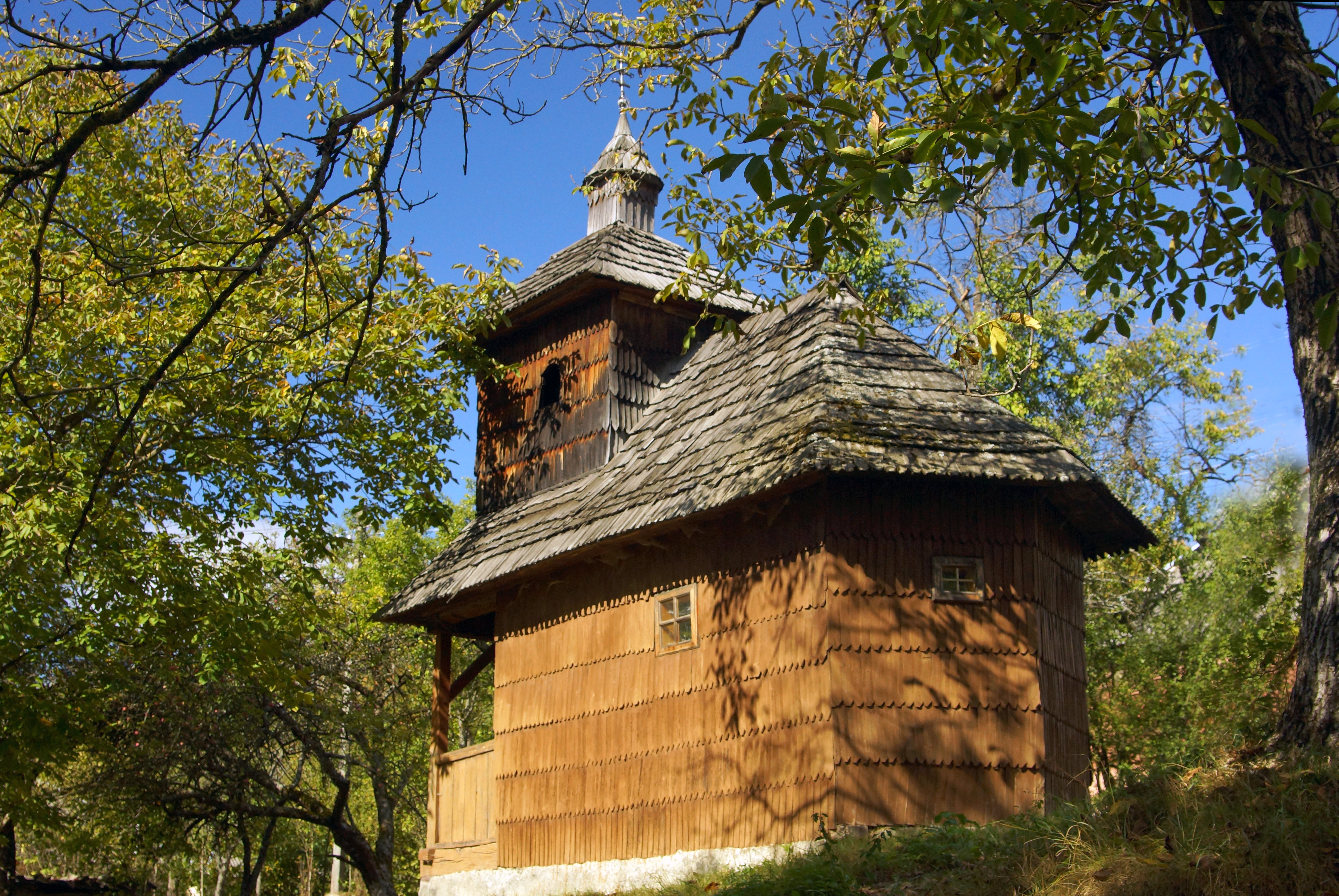

До побудови сучасної церкви у селі Уклин розташовувались дві інші культові будівлі. Проте ці церкви були зруйновані. Вважається, що попередня церква була зведена у XIV столітті. 
У 1700 році священиком в селі Уклин був Павло Куцкір, в 1733 році — Яков Веселович. Саме за його часів в селі була дерев'яна церква Святого Миколая, в якій був один дзвін. 
У XIX столітті церква викликала зацікавленість у історика, археолога, прокурора Тиводара Легоцького, який також був прокурором Мукачівсько-Чинадіївської домінії графів Шенборнів. Відомо, що окрім дослідження церкви в Уклині, він робив звіт по костелу Серця Ісуса в селі Бене, також досліджував інші церкви. В середині 1860-х років ним був проведений облік дерев'яних церков, він здійснював їх обміри та робив зарисовки. Історик працював над збереженням і охороною пам'яток, і свої дослідження передавав Археологічній комісії. Він створив альбом с рисунками дерев'яних церков, серед яких було зображення і культової споруди в селі Уклин. 
Нову церкву в селі Уклин побудували в 1992 році, до неї були перенесені вцілілі церковні дзвони з невеликої давньої церкви. Були збережені деякі старовинні церковні речі. Протягом довгого періоду споруда перебувала під опікою Михайла Юрканича. 
У 2002 році церква була реставрована. Гонт для перекриття церкви в Уклині був виготовлений майстром з села Щербовець Воловецького района Іваном Молдаваном.

## Архітектура

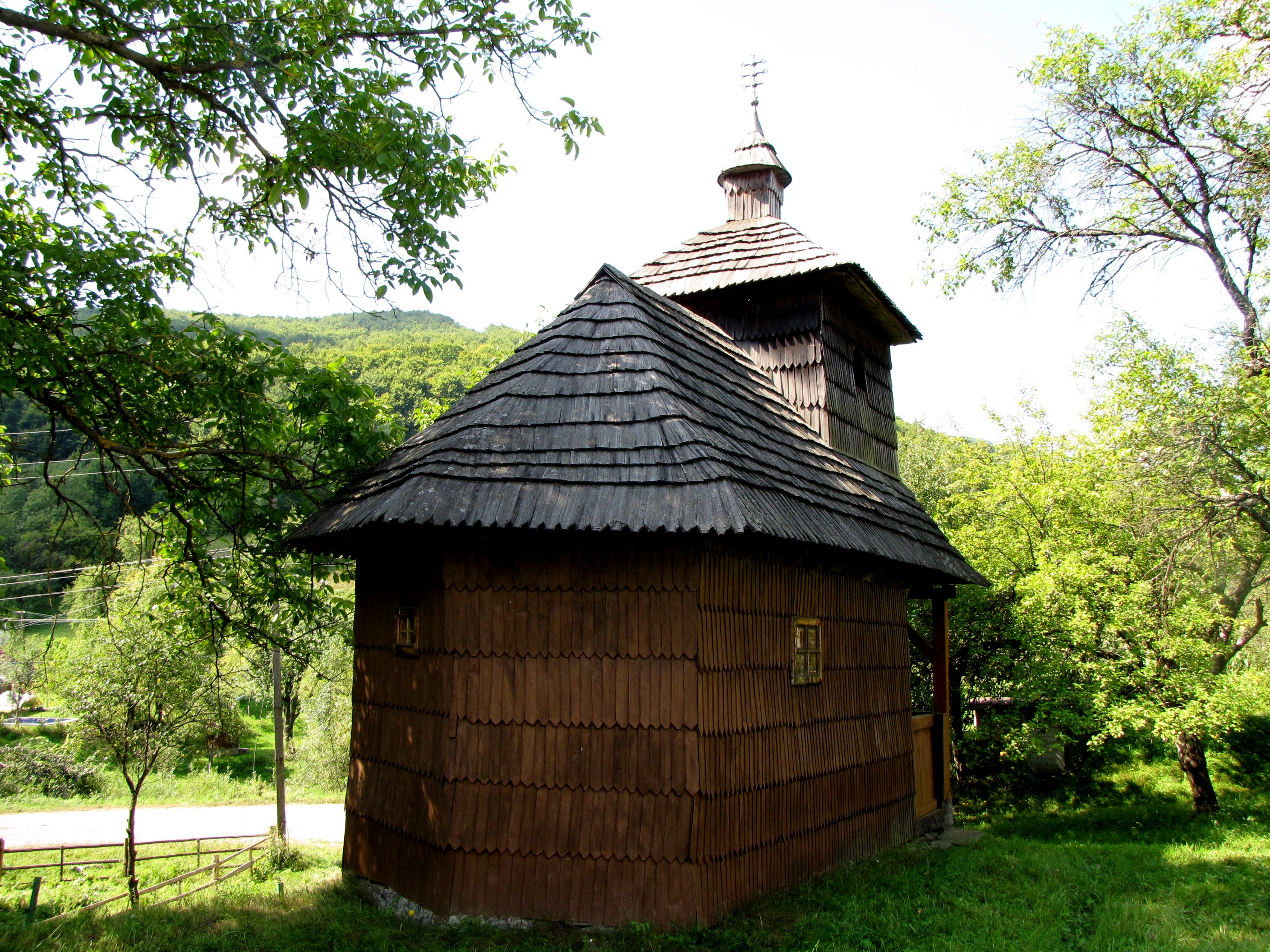

Церква побудована у стилі народної архітектури. Стіни та дахи церкви покриті ґонтом.
церква має невеликі розміри, однодільна з галереєю перед входом. У стінах церкви є всього два маленьких віконця. Дзвін знаходиться у четвериковій вежі. Така побудова церков була характерною для віддалених поселень, в яких не було можливості побудувати церкву великих розмірів. 
В наш час збереглись ще три церкви, стиль побудови яких подібний до того, у якому була зведена церква святих апостолів Петра і Павла. Вони розташовуються в Рахові, Костринській Розтоці та Тарасівцях. Проте саме церква в селі Уклин є найдавнішою пам'яткою архітектури серед них. За рядом ознак такі церкви можуть бути поєднанні в окрему групу. 
Згідно переказів, для побудови сучасної церкви використовувалось дерево, з якого раніше була споруджена попередня церква. Данні про це містяться на спеціальній охоронній табличці. 
До 1970-х років церква була з непокритим зрубом. Тепер на ньому міститься дерев'яна дранка коричневого кольору. Дерев'яний борт використовувався для закриття крильця. Церква в Уклині майже не була переробленою, єдина зміна в її архітектурному вигляді — її було вкрито іншим покриттям.